# Орден Непорочного Зачаття Пресвятої Діви Марії

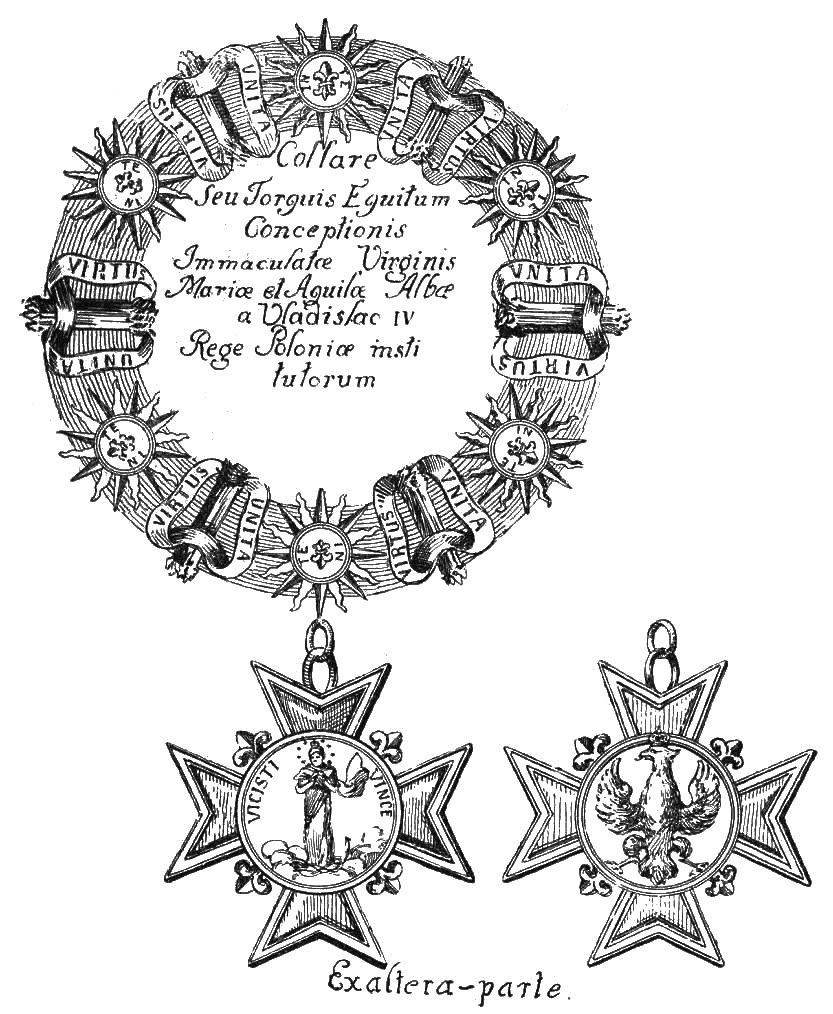
Орден

Орден Непорочного Зачаття Пресвятої Діви Марії (пол. Order Niepokalanego Poczęcia Najświętszej Marii Panny) – перший відомий орден Речі Посполитої, в яку, в ті часи, входила Польща, Литва, Україна і Білорусь. Створений на взірець династичних лицарських орденів Європи. Заснований королем Речі Посполитої, Великим князем Литовським і Руським Владиславом IV і затверджений Папою Урбаном VIII у 1634 році. Не був застверджений сеймом 1638 року, через вето шляхти, яка побоювалась введення королем абсолютної монархії за допомогою лицарів ордена.

## Історія
Ідею створення ордену Речі Посполитої королю та Великому князлю Литовському і Руському Владиславу IV Вазі в 1632 році підказав придворний підскарбій Єжи Оссолінський. Спілка лицарів ордену мали згуртувати навколо короля шляхту, яка підтримувала його антитурецьку політику. Їхня кількість мала становити сімдесят два місцевих і двадцять чотири іноземних «братів», обраних королем. Проект статуту зобов’язував їх підкорятися великому магістру ордену, яким мав бути король Речі Посполитої, що обіймав цю посаду під час коронації.
1633 року Є. Оссолінський представив проект заснування ордену Папі Урбану VIII у Римі, який 5 липня 1634 року видав буллу, яка затверджувала заснування ордену. Проте оголошення королівського рішення 1637 року викликало опозицію серед шляхти і магнатів. Такі впливові магнати, як Станіслав Конєцпольський і Станіслав Любомирський, дізнавшись, що вони є в списку кандидатів, відмовилися вступити в орден. Останній мотивував свій крок віком, наголошуючи, що поки він служить без цієї честі, він все одно буде вірним Речі Посполитій і королю, а також застерігав від «нових речей», які викликають недовіру серед шляхти.  Противником застування ордену був і тодішній примас Ян Вежик. А Віленський воєвода, Великий гетьман Литовський Кшиштоф Радзивіл, який був кальвіністом, підготував меморіал «Rationes against Kawaleria» і розпочав енергійну кампанію проти ордену. Це призвело до наступні дискусії та публікацій за і проти заснування ордену. Спочатку король відкладав остаточне рішення, але в 1638 р. письмово підтвердив, що не буде засновувати однет без згоди сейму. Більше того, поставивши під сумнів княжий титул Оссолінського, сейм також заборонив використання аристократичних титулів, оскільки вони суперечили рівноправності всієї шляхти.
Орден остаточно скасував сейм 1638 року. Нагородження ним не проводилось.